# Station Wagon (album)
Station Wagon è un album della cantante italiana Syria, pubblicato nel 1998 dall'etichetta discografica RTI.
Contiene Sul confine, cover dell'omonima canzone di Cristiano De André.

## Tracce
CD (Easy 12132 (RTI)
1. Ho scritto una canzone per te - 3:56 (Mimmo Cavallo, A.Bandini)
2. Station Wagon - 4:46 (Gatto Panceri, Bungaro)
3. Dimenticata - 3:59 (Mariella Nava)
4. Nella vita di ognuno c'è sempre qualcuno - 4:13 (Pino Romanelli, Bungaro)
5. Persone sole - 4:45 (Mimmo Cavallo)
6. Non posso perderti - 4:01 (Mariella Nava)
7. Sul confine - 5:00 (Massimo Bubola, Cristiano De André, E.Gubinelli)
8. Dedicato a me - 4:36 (John Lewis Parker, P.Baron, K.Moore)
9. Ce l'avevo un amore - 3:51 (Mariella Nava)
10. Dentro un quaderno - 2:52 (P.Baron, Peppe Vessicchio)

## Formazione
- Syria – voce
- Peppe Vessicchio – chitarra classica, chitarra acustica
- Massimo Cusato – percussioni
- Peppe Cozzolino – tastiera, programmazione
- Lele Veronesi – batteria
- Roberto Guarino – chitarra acustica, chitarra elettrica
- Mario Guarini – basso
- Tony Pujia – chitarra acustica, programmazione, chitarra elettrica
- Giorgio Cocilovo – chitarra acustica, chitarra elettrica
- Lalla Francia, Alessandra Puglisi, Moreno Ferrara – cori